# Сердюцька дивізія (1918)
Сердю́цька диві́зія — військова формація, створена у липні 1918 урядом гетьмана Павла Скоропадського. Формувалася з добровольців (18 — 25 років) і призовників 1899 року народження, переважно із заможнішого селянства Лівобережжя. У жовтні 1918 нараховувала близько 5 000 бійців, командир дивізії — генерал В. І. Клименко. Під час повстання проти гетьмана деякі частини Сердюцьких дивізій перейшли на сторону Директорії, з них частина увійшла пізніше до складу Осадного корпусу січових стрільців.

## Передумови створення

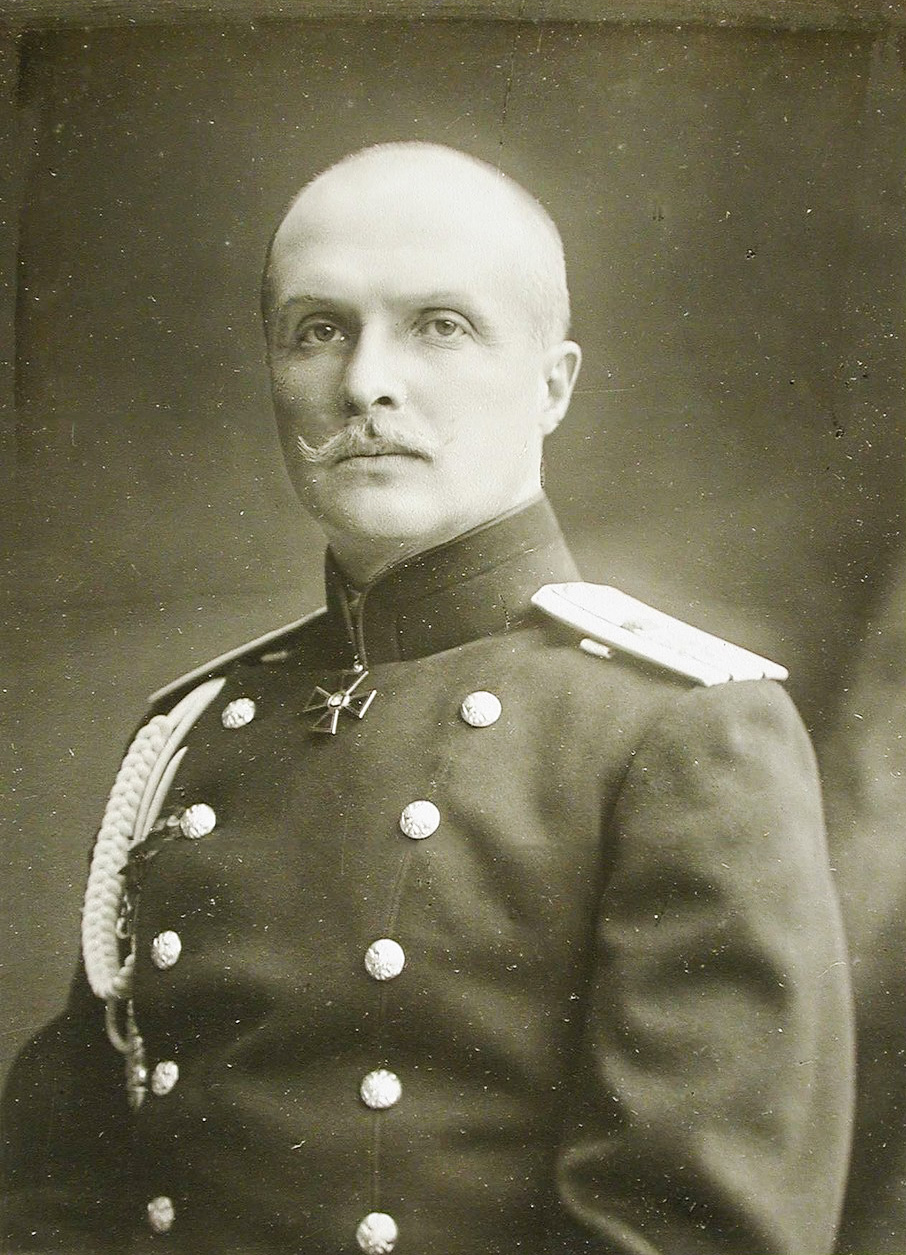
Павло Скоропадський, гетьман Української Держави.

Необхідність формування нового армійського підрозділу була усвідомлена керівництвом Української Держави одразу по приходу до влади. Тоді виявилося, що більшість збройних формувань Центральної Ради були або розформовані, як обидві дивізії Синьожупанників генерал-поручника Віктора Зелінського, або були досить ненадійними, як полк Січових Стрільців Євгена Коновальця, який по перевороту відмовився присягати Гетьману, через що цей відділ був роззброєний. Деякий час досить невизначеним було політичне становище в Запорізькій дивізії генерала Олександра Натіїва, і на початку також ставилося питання про її розформування, однак Гетьман зрештою зберіг цю формацію.
Вже за кілька днів після проголошення Гетьманства, до Павла Скоропадського з аудієнцією завітав з'їзд хліборобів. Під час цієї зустрічі хлібороби висловили бажання, щоб у гетьмана був власний охоронний загін, набраний виключно з їхніх дітей. Через місяць, за попередньою домовленістю із німецьким командуванням, Павло Скоропадський із дітей хліборобів почав формувати нову дивізію, яку було названо Сердюцькою, в пам'ять про чотири сердюцькі полки гетьмана Івана Мазепи, які хоробро обороняли і майже всі загинули при облозі у 1708 році російськими військами Батурина. На перші часи в дивізію планувалося навербувати 5000 чоловік.
До складу дивізії по завершенню комплектації входили:
- 4 сердюцькі піші полки
- Лубенський сердюцький кінно-козацький полк
- Сердюцький артилерійський полк
- Сердюцька інженерна сотня

За задумом Гетьмана, дивізія повинна була формуватися як гвардійська, на яку б не мали впливати революційні настрої та більшовицькі тенденції. Тому певні надії у цьому питанні Павло Скоропадський пов'язував із заможними верствами населення, з представників яких і планувалося формувати частину. Він вважав, «що це єдиний засіб убезпечити себе від більшовизму».

## Початок формування

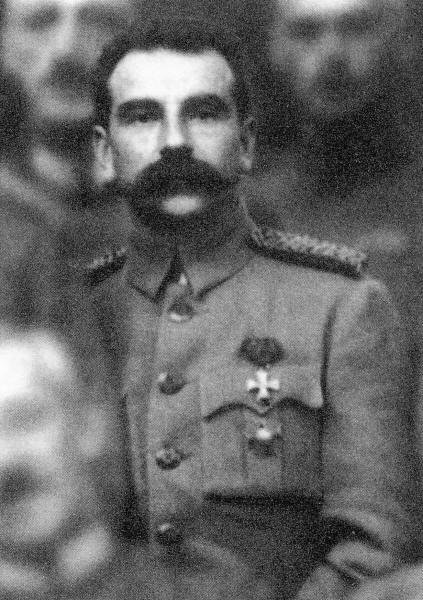
Генеральний хоружний Віктор Іванович Клименко, командир дивізії

24 липня 1918 року було затверджено закон «Про обов'язковість військової повинності і про заклик 5000 чоловіків для комплектування Сердюцької дивізії», вироблений військовим міністром і державним секретарем. Комплектування починалося з 31 липня у Києві. Однак набір до дивізії почав здійснюватися ще задовго до затвердження відповідного закону про цю формацію. 3 червня був виданий Гетьманський наказ про початок формування дивізії.
Всі офіцери та козаки, що поступали до цієї дивізії, обов'язково повинні були належати до класу хліборобів, про що був виданий особливий наказ:
|  | Козаки повинні бути набрані з селян-хліборобів, що мають велике земельне господарство, причому, сини хліборобів, що призиваються, обов'язково повинні відповідати умові невідлучного проживання в своїх сім'ях і в жодному разі не бути в цей час на заробітках в містах чи містечках; всі вони мають бути українцями, православними |

18 червня 1918 року Гетьман видав наказ про початок дострокового призову, в якому встановив термін служби: в піхотних і артилерійських частинах (крім кінної артилерії) — 2 роки, в інших — З роки. Зверталась увага на те, щоб набір робили «з таких сімей, відсутність в яких одного робітника в жнива не відзначиться на їх добробуті».
Вже 22 червня були призначені командири полків і частина офіцерів:
- Командир Дивізії — Віктор Іванович Клименко, генеральний хоружний;
- Начальник Штабу — Євген Спиридонович Гамченко, генеральний хоружний;
- Інтендант дивізії — Осипів, полковник;
- 1-й Сердюцький п. полк Командир полку — Богачів, полковник;
- 2-й Сердюцький п. полк Командир полку — Верниковський, полковник;
- 3-й Сердюцький п. полк Командир полку — Боднарчук, полковник;
- 4-й Сердюцький п. полк Командир полку — Босенко, полковник;
- Лубенський сердюцький кінний полк. Командири полку — Омелянович-Павленко, полковник та Отмарштайн, полковник;
- Сердюцький гарматний полк Командири полку — Грінченко, полковник та Афанасіїв, полковник (наступник полковника Грінченка);
- Сердюцька інженерна Сотня Командир сотні — Пустовойтенко, військовий старшина.

Формування Сердюцької інженерної сотні відбувалося на основі старих кадрів 104-ї інженерної роти колишньої Російської армії. Раніше ця рота входила в склад 104-ї (1-ї Української) дивізії 34-го (1-го Українського) армійського корпуса, яким свого часу командував генерал Скоропадський. Лубенський Сердюцький кінно-козачий полк розгортався з кадрів 8-го гусарського Лубенського полку, українізованого ще у вересні 1917 року.
Призов новобранців здійснювався на підставі особливої інструкції, створеної 30 червня міністерствами військових і внутрішніх справ. Головна увага приділялася соціальному походженню призовників. Зазначалося, що «козаки для укомплектування Сердюцької Гетьманської дивізії вибираються при близькій співучасті і контролю повітових організацій хліборобів, виключно з сімейств землевласників-хліборобів, маючих більшу кількість землі». Списки обраних затверджувались губернськими організаціями Союзу хліборобів.
Насамперед до призову обиралася вікова категорія від 18 до 25 років. Норма набору від повіту становила 125 чоловіків, кожний з яких повинен був мати персональне посвідчення від відповідальної організації хліборобів. Перевага віддавалася добровольцям. Якщо таких не вистачало, решта обиралася жеребкуванням. О 8 годині 6 липня новобранці повинні були з'явитися до своєї повітової управи для перевірки і медичного огляду. Про кількість новобранців, прийнятих на службу, повітові комісії змушені були негайно доповісти по телефону в Головну управу військової повинності.
Стосовно інших військових частин Української Держави забезпечення цього з'єднання здійснювалося набагато краще. Дивізія підлягала першочерговому озброєнню і матеріально-технічному спорядженню за рахунок всіх існуючих на той час в Україні резервів. На озброєнні її особового складу було:
- 1 473 гвинтівки,
- 1104 револьвери,
- 432 шаблі,
- 1312 бебутів,
- 144 піки,
- 12 кулеметів,
- 12 гармат.

За розпорядженням інспектора технічних військ до дивізії передавалися два легкові і вантажний автомобілі, 11 мотоциклів. Для пересування особового складу, зброї та майна дивізії передбачалося 246 возів і 1 641 кінь. Штатним посадам особового складу дивізії відповідали підвищені військові звання і платня. Так, командир дивізії — генеральний значковий — мав щорічно отримувати 13 800 крб., командири всіх полків — полковники або генеральні хорунжі — 9 600 крб., командир окремої інженерної сотні — військовий старшина — 7 200 крб., козаки-надстроковці — 1 320-1 560 крб., а призовні — 1 080 крб.
Документи свідчать, що, незважаючи на суворі накази, не вдалося довести чисельність дивізії до встановленої і повністю заповнити передбачені штатні посади. Згідно із штатним розкладом з'єднання, затвердженого гетьманом 27 червня 1918 року, до складу окремої Сердюцької дивізії входили:
- Управління — 16 старшин, 9 урядовців, 62 муштрових і 89 немуштрових козаків;
- 2-х курінний Сердюцький піший полк (32 рядного складу) — 70 старшин, 5 урядовців, піп, 967 муштрових і 362 немуштрових козаки;
- 3-х сотенний Сердюцький Лубенський кінно-козачий полк — 32 старшини, 4 урядовці, піп, 608 муштрових і 169 немуштрових козаків;
- 3-х батарейний легкий Сердюцький гарматний полк — 28 старшин, 3 урядовці, 603 муштрових і 144 немуштрових козаки;
- Окрема інженерна сотня — 17 старшин, 2 урядовці, 228 муштрових і 89 немуштрових козаків.

Козак 2-го полку Сердюцької дивізії. Серпень 1918 р.

Загалом, особовий склад дивізії за цими штатами нараховував не 5000, як вимагав закон від 24 липня, а 3 509 осіб. Щоб довести чисельність сердюків до 5000, військовий міністр призначив на 30 вересня призов другої черги новобранців.
У цей час ретельність відбору сердюків до дивізії була значно знижена. 31 жовтня маріупольський повітовий староста був змушений констатувати, що «через відсутність у спілки хліборобів кандидатів для поповнення недобору дивізії, довелося розпочати складання переліку всіх молодих людей в повіті, які задовольняють умовам прийому до Сердюцької дивізії, по скінченню складання якого буде зроблене їх засвідчення і відправка». До кінця вересня 1918 року дивізія була укомплектована по повному штату. В ній нараховувалося трохи більше 5000 офіцерів і козаків.
Павло Скоропадський згадував:
|  | «Сердюцька дивізія… не зважаючи на всю ту недоброзичливість, яка відчувалася в російських колах, її формування йшло чудово, підбір офіцерів був прекрасний, а новобранці молодець до молодця, більшість з них були діти заможних селян… Деякі частини я оглянув, і повинен сказати, мое серце раділо, дивлячись на те, як швидко, при правильній постановці справи, наша молодь сприймає військову дисципліну. Відділи, які я оглянув, нічим, в сенсі підготовки новобранців, не відрізнялися від частин старої імператорської гвардії». |

Генерал Михайло Омелянович-Павленко, старший брат полковника Івана Омеляновича-Павленка (першого командира Лубенського кінно-коачого полку) згадував так про це формування:
|  | «....Що до українських сердюків, то тут до оцінки треба підходити з зовсім иншим мірилом. Властиво, була це колишня Гвардія, якій бракувало хіба ще загартованих традиціями кадрів. Це не значить, що там не було боєвих старшин, навпаки, але цього ще мало: — спільні переживання критичних моментів врешті сприяють витворенню в частинах військового духу, в основі якого все повніше лежить ясний і сильний своєю очевидністю національний ідеал. А на все це потрібно часу або безмежно фанатичної віри мас у свої ідеали й… — вождів. Хто хоче других запалити, мусить сам горіти. Поза тим — то було військо українське, добрі паростки, з гарними перспективами. В самому Київі сердюки мали симпатії, їх молодеча пісня, завзята постава всім були до вподоби. Особливо елегантно виглядав Кінний Сердюцький полк, артилерія та кінний дивізіон полк. Аркаса. Наскільки я собі схоплював провідну думку генерала Рогози, сердюки мали відіграти ролю взірця для инших військових організацій, розміщених по губерніях». |

## Однострій

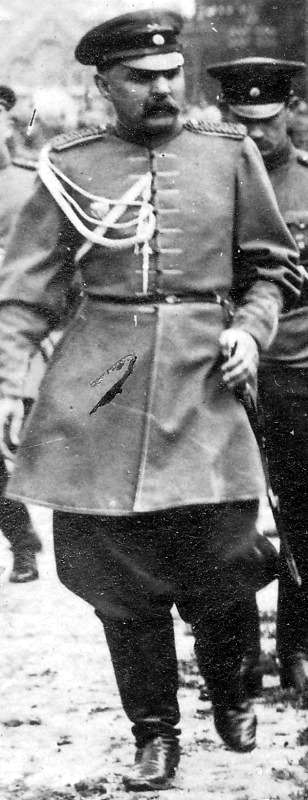
Старшина Особистого Штабу Гетьмана. Таку ж уніформу малося запровадити в Сердюцькій дивізії (лише без булав над кокардою і аксельбантів), однак в дійсності її носила лише незначна кількість сердюцьких офіцерів.

Розробкою уніформи і нових орденів займалася комісія в складі трьох чоловік: знаменитого українського художника Георгія Нарбута, історика Володимира Модзалевского і капітана генштабу Вишневського. Скоріше, за все, саме їм належав проект уніформи для Гетьманського штаба, Конвою, Сердюцької дивізії і Лубенського Сердюцького кінно-козачого полку.
Проектований воєнний жупан повинен бути захисного кольору з краповим кантом по нижньому краю коміра і з такого ж кольору випушкою на погонах. По нижньому краю, по бортах, на спині, грудях, по обшлагах і верхньому краї стоячого коміра жупан обшивався темно-зеленим шовковим шнуром. На жупані було 5 внутрішніх ґудзиків, на рукавах — 5 кнопок з внутрішньої сторони обшлага. На рукава (розширені в ліктях і звужуються до низу) нашивалися обшлага особливої форми у вигляді трикутників, які називались «чохлами». На лівому борті жупана нашивалося 9 ґудзиків на темно-зелених петлях. Жупан зазначеного типу носили офіцери конвою та Особистого Штабу Гетьмана, осавули гетьмана (їхній жупан мав окремі особливості).
31 серпня 1918 р. така ж уніформа, але з деякими відмінностями, була установлена і в Сердюцькій дивізії.
- а) По верхньому краю коміра вшивався синій кант, а по нижньому — кант з приладного сукна кольору відповідного роду зброї.
- б) Погони для офіцерів — підбій і просвіти прикладного кольору. Погони для козаків — прикладного сукна з кантом роду військ.
- в) Козачий жупан обшивався темно-зеленим гарусним, а не шовковим шнуром. Штани-бриджі з кантом прикладного кольору у козаків.

Генерали і офіцери носили на штанях лампаси:
- 1) генерали — дворядний (кожна з половинок товщиною 18 мм), кольору приборного металу, з випушкою прикладного кольору.
- 2) штаб-офіцери — однорядний в 22 мм.
- 3) обер-офіцери — однорядний в 18 мм.

Прикладний колір і приборний метал в частинах Сердюцької дивізії.:
| Полк      | Прикладні | Прикладні |
| Полк      | колір     | метал     |
| --------- | --------- | --------- |
| 1-й полк  | краповий  | жовтий    |
| 2-й полк  | краповий  | білий     |
| 3-й полк  | оранжевий | жовтий    |
| 4-й полк  | оранжевий | білий     |
| артилерія | чорний    | жовтий    |
| інженери  | чорний    | білий     |

Офіцери Сердюцької дивізії Української Держави: Ліворуч — хорунжий 1-ого Сердюцького полку; Праворуч — Військовий старшина Лубенського Сердюцького кінно-козачого полку.

Штани зразка «бридж» i кашкет виготовляли із сукна сіро-синього кольору. На кашкеті замість кокарди носили зорю, однак частіше носили звичайну загальноармійську круглу кокарду. Для полків було визначено пампасне сукно певного кольору: 1-й i 2-й полки мали малиновий, 3-й i 4-й — жовтогарячий, артилерія й інженерні сотні — яскраво-червоний. Крім того, Сердюцький Лубенський кінно-козацький полк цієї ж дивізії мав свою форму. Парадний однобортний мундир для козаків полку виготовляли із синьої тканини з погонами з білого вовняного джгута, який нашивали по всьому мундиру. Для мундира старшини джгути робили срібні, з жовтими і голубими нитками. Мундир штабстаршини і обер-старшини був такий самий, як у старшин, тільки на комірі й рукавах нашивали сердюцький срібний брузумент із зиґзаґом.
Кашкет до форми Сердюцького полку мав синій верх з трьома білими облямівками і з жовтою околицею. Для козаків його виготовляли без дашка, для старшини — з дашком. До парадної форми, крім кашкета, додавалася ще й біла смушкова шапка, на якій разом із зорею кріпився білий волосяний султан завдовжки 20 см. Для старшини по швах зверху шапки нашивали вузький срібний галун. У командира полку замість султана на шапці кріпилися два страусових пера. Штани шили з крапового сукна. Щоденна форма своїм кроєм нічим не відрізнялася од парадної.
Однак нову історичну форму для дивізії пошити не встигли. Лише деякі офіцери носили заведений однострій. Дивізія використовувала стару російську уніформу, але з українськими погонами, кокардами і знаками розрізнення.

## Бойовий шлях

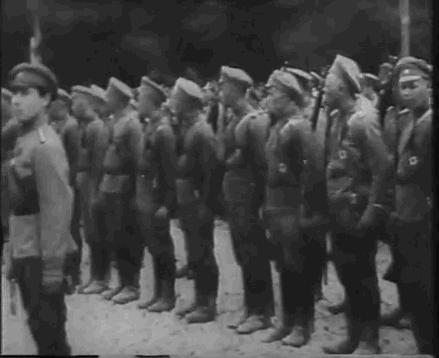
Сердюки Лубенського кінно-козачого полку на параді в Києві, вересень 1918 рік.

Сердюків німецьке командування почало залучати до придушення антивладних виступів. За доповіддю київського губернського старости від 28 серпня «сердюками і німцями був обшуканий Володарський ліс і його околиці. Особливим загоном в с. Березні взята контрибуція 130 тис. крб. за вбитих вартових, і заарештовано 20 осіб в Березні, і 29 осіб в Пархомовці».
В листопаді 1918 року в Українській Державі розпочалося протигетьманське повстання під проводом створеної 14 листопада Директорії УНР. Оплотом республіканців був Окремий загін Січових Стрільців (піхотний курінь з 4 сотень, кулеметна сотня, кінна розвідка, гарматна батерія і технічна частина; загальний стан — 59 старшин і 1187 вояків), який 16 листопада першим почав наступ з Білої Церкви на Київ.
Одна стрілецька сотня роззброїла у Білій Церкві відділ Державної Варти. Ввечері того ж дня перший ешелон повстанців, перетворений на імпровізований панцерник, вирушив із Білої Церкви до Фастова. Ввечорі, зупинившись на відстані 2 км від станції, стрільці дісталися до неї пішим маршем і зайняли без пострілу, несподівано заскочивши і роззброївши частину сердюків.
Уже в перші дні повстання на бік Директорії перейшла більшість гетьманських військових частин: дивізія сірожупанників, дислокована на Чернігівщині, Запорізька дивізія, яка стояла на Харківщині, Чорноморський козацький кіш, формований у Бердичеві та інші. На Лівобережжі проти гетьмана виступили Запорізька дивізія й дивізія сірожупанників. Головним командиром республіканських військ на Лівобережжі Директорія призначила командира 2-го Запорізького полку полковника П. Ф. Болбочана. У ніч проти 17 листопада в Конотопі владу захопив полковник Палій, який очолив 3-й полк сірожупанників. Вони взяли під свій контроль Бахмач, Ніжин і Чернігів. У ніч проти 18 листопада Болбочан проголосив владу Директорії в Харкові, 29 листопада — в Полтаві.
У цій ситуації Сердюцька Дивізія разом із офіцерськими дружинами та відділами Державної Варти залишалися єдиною військовою опорою політичного режиму Гетьмана. Павло Скоропадський пригадував: «Сердюцька дивізія, прекрасно сформована, подавала великі надії, і я, не зважаючи на сумніви зі всіх сторін, знав, що на неї можу покластися. Командний і офіцерський склад був чудовий, шкода, що козаки були самі новобранці»

## У боях за Українську Державу

### Бій під Мотовилівкою
Одразу після того, як у Києві стало відомо про події в Білій Церкві, гетьман наказав організувати проти повсталих Січових Стрільців військову виправу. До складу гетьманського загону під начальством генерал-майора О. С. Святополка-Мирського, що був виставлений проти січовиків, входили:
- 1-ша Офіцерська дружина Святополка-Мирського (російська, 600 багнетів)
- 1-й дивізіон Лубенського Сердюцького кінно-козачого полку (200 шабель)
- 4-й Сердюцький піший полк (700 багнетів)
- Бронепотяг

Уночі проти 18 листопада гетьманці прибули на станцію Васильків. Дізнавшись, що сусідня за 9 верстов станція Мотовилівка зайнята січовими стрільцями, Святополк-Мирський вранці 18 листопада вирішив здобути цю станцію. Свою ударну частину, російську дружину, Святополк-Мирський відправив у напрямку на Мотовилівку пішим маршем найкоротшим шляхом, вздовж залізниці, супроводивши її панцирним потягом. Флангами (ліворуч — лісом, напрямом на село Солтанівка і праворуч — полем, напрямом на село Плісецьке) йшли розділені на дві частини сердюки, до яких було додано невеликі офіцерські відділи. Дві сотні кінноти залишалися у резерві, біля хутора Хлібча.
Гетьманцям протистояли такі сили Січових Стрільців:
- 1-ша сотня СС під командуванням Івана Рогульського
- 2-га сотня СС під командуванням Осипа Думіна
- 3-тя сотня СС під командуванням Миколи Загаєвича
- 4-та сотня СС під командуванням Мирона Мареніна

Разом 59 старшин і 1187 вояків. Більша їх частина була зосереджена в Мотовилівці.
Поперед них дислокувався авангард Січових Стрільців під командою сотника Федя Черника, який складався з:
- 3-ї сотні СС Миколи Загаєвича.
- Чоти Романа Харамбури 2-ї сотні СС Осипа Думіна.
- Імпровізованого панцирного потяга (4 кулемети і гармата Романа Дашкевича)

Загалом, маючи близько 300 багнетів, 5 кулеметів і 1 гармату, Черник вирішує здобути Васильків, не дочікуючись підкріплень. Стрільці мали наступний план: половина сотні, маючи два кулемети, під проводом Миколи Загаєвича повинна була наступати лісом через хутір Хлібча праворуч від залізниці. Інша частина, 45 стрільців з одним кулеметом, мала наступати полем ліворуч, а центром виправи було визначено імпровізований бронепотяг (скорочений до паротяга та двох вагонів) під командою самого Черника, з 15-тю стрільцями, двома скорострілами та гарматою Дашкевича. При кожному відділі було по кілька кіннотників для зв'язку, ще два кіннотника їхали дозором поперед потягу.

#### Хід бою

План мотовилівського бою

Біля 8-ї ранку 18 листопада Січові Стрільці вирушили згідно з планом Черника, трохи раніше з Василькова їм назустріч вийшли гетьманці. Близько 9-ї години, на гетьманському бронепотязі помітили наближення стрілецького потягу і випустили кілька шрапнелів. Тим часом добровольча дружина переформатувалася у три густі розстрільні і, сягаючи краєм лісу, рушила вперед, обстрілюючи стрілецький потяг. Черник вислав кінних зв'язкових до своїх частин з наказом повернутися до потяга, а свій невеличкий загін з двома кулеметами, десантував з потяга, і відкрив по офіцерах вогонь. Туди ж було спрямовано і вогонь єдиної гармати. Одразу зазнавши значних втрат у кількох спробах атакувати в лоба, офіцери залягли й окопалися, відкривши сильний кулеметний вогонь у відповідь, і розраховуючи на допомогу сердюків на обох флангах.
Але сердюки правого гетьманського флангу, не маючи польового досвіду, замість охоплювати збоку січовиків, пасивно залягли разом із росіянами. На лівому ж фланзі сердюки, розтягнувшись численними шерегами, наполегливо охоплювали січовиків. Проти них виділили лише 12 стрільців, які вогнем намагалися стримувати ворога. До того ж єдина стрілецька гармата Дашкевича була змушена, замість безпосередньо допомагати піхоті, перестрілюватися з ворожим панцерником, стримуючи його на дистанції від позицій стрільців. Жодного зв'язку з півсотнею Загаєвича не було.
Коли зв'язковий від Черника врешті натрапив на загублену в хащах півсотню, Загаєвич розділив її на дві частини. Менша, з ним самим на чолі, завернула до потяга Черника, більша, під командою Степана Козака, продовжила рух на хутір Хлібчу. Невдовзі Загаєвич натрапив у лісі на сердюцький загін і вступив у бій. Вся стрілецька стежа загинула разом з командиром, лише двом стрільцям вдалося пробитися ручними гранатами.
Почувши стрілянину, Степан Козак розвернув свій відділ і скоро опинився позаду гетьманців. Йдучи на допомогу відділу Черника, стрільці дорогою практично знищили весь гетьманський лівий фланг.
Але загальна ситуація була для Січових Стрільців критичною. Їхні позиції обстрілювали численні офіцерські кулемети та панцерник, з яким билася майже нічим не захищена гармата Дашкевича і врешті відігнала прямим влученням. У стрільців закінчувалися набої, а від ворожої кулі загинув Федь Черник. Офіцерська дружина, як на параді, йшла у наступ на багнети.
Саме в цей критичний момент Стрільцям наспіла допомога з Мотовилівки — ще один стрілецький потяг з четою 2-ї сотні СС, 4 скоростріли та гармата, під командою Романа Сушка. Під вогнем 6 кулеметів і шрапнелями російські добровольці були змушені знову залягти на полі, а тим часом ліве стрілецьке крило скріпилося півсотнею 2-ї сотні СС під командою Осипа Думіна, а центр — 1-ю сотнею Івана Рогульського. Як резерв зайняла позиції 4-та сотня Мирона Мареніна.
Святополк-Мирський пробував атакувати сердюками свого правого флангу, але марно — сердюки відступили, тоді як добровольці лежали під стрілецьким вогнем на полі. Князь кидає у бій сердюцькі резерви, вони спішно йдуть з Василькова, підтримані бронепотягом. Проте Дашкевич ще одним влучним пострілом зі встановленої на потязі гармати змусив ворожий панцерник остаточно вийти з бою.
Далі потяг Дашкевича з гарматою і кулеметами врізався всередину сердюцького резерву, який пішки прямував обабіч залізничного шляху і практично знищив його вогнем. Водночас січовики по всьому фронту рушили у багнетну атаку. Сердюки на правому фланзі розбіглися, а офіцерська дружина майже повністю загинула від багнетів стрільців. Останній резерв гетьманців — дві сотні кінноти, що простояли весь час на хуторі Хлібчі, — залишив поле бою.
Бій закінчився близько 15-ї години 18 листопада. На полі бою лишилося понад 600 вбитих гетьманців, втрати Січових Стрільців становили 17 чоловік вбитими та 22 важко пораненими. Під вечір стрільці зайняли Васильків. Розбитий сердюцький полк відступив до Дарниці.

### Бої проти Сірожупанників
Сердюцькі та добровольчі відділи 24 листопада 1918 під Бахмачем мали невдалий бій із частинами Сірожупанників:

Ще здаля сірожупанники побачили димок бронепотяга, що підходив з боку Бахмача. «Солом'яний» панцерник повстанців стояв на станції Калинівка, сховавшись за тополями. Ось і супротивник. «Сотник Ковшар зняв шапку, перехрестився, сам навів гармату і сам випалив». І першим же пострілом поцілив у котел ворожого паротяга, збивши комин. Гетьманський броньовик сердито засичав і зупинився. У всі боки з шипінням бризкала гаряча вода і сичала пара. Ковшар послав ще кілька снарядів… Коли гетьманці вискочили в поле, заговорили кулемети досвідченого кулеметника Пузицького. Добровольці і сердюки в паніці кинулися навтьоки. Розстрільня сірожупанників пішла вперед. За півгодини ворожий бронепотяг уже був у руках повстанців, а другий без бою залишив Бахмач. Минуло півгодини, і полковник Пузицький із «солом'яним» панцерником «Палій» і двома сотнями сірожупанників здобув Бахмач, відтиснувши гетьманців до станції Плиски та примусивши капітулювати сердюків, півтора десятка яких після бою пристали до сірожупанників. Інших, обеззброївши, відпустили. Було це 24 листопада.

### Оборона Києва

Полковник Юрій Отмарштейн, командир Лубенського Сердюцького кінно-козачого полку. 20 листопада біля Червоного Трактиру разом із своїм полком перейшов на бік Директорії.

Упродовж 19—20 листопада Січові Стрільці зайняли Глеваху, Гатне, Юрівку під Києвом. 20—21 листопада під Київ прибули з Бердичева підрозділи Чорноморського коша. Одночасно артилерія Січових Стрільців розпочала обстріл південних районів Києва. Столиця опинилася в облозі.
20 листопада біля Червоного Трактиру на бік Директорії перейшов Лубенський Сердюцький кінний полк під командою підполковника Юрія Отмарштайна. До переходу цього полку на бік Директорії головним чином прислужився полковий панотець Матіюк.
Павло Скоропадський згадував: «Сердюцька дивізія… трималася добре, і крім окремих випадків переходу на сторону Директорії, як вияснилося, через кількох негідних підпрапорщиків, інша молодь, коли пристосувалась до артилерійського вогню, трималася добре. Не варто забувати, що все це були новобранці».
Республіканські частини вели бої з підрозділами Київської офіцерської добровольчої дружини під командою генерала Л.Кірпічова та сердюцькими частинами, що обороняли місто на лінії Юрківка — Крюківщина — Жуляни — Червоний Трактир. Особливо запеклі бої відбувались 21—23 листопада, під час них обидві сторони зазнали великих втрат. Втім, незабаром бойові дії під Києвом перейшли у фазу позиційної війни.
Бої на лінії Жуляни-Юрівка були підготовкою загального наступу військ Директорії, і до 22 листопада вони завершилися тим, що Юрівку взяли, і був відбитий гетьманський наступ на Жуляни, здобуте село Крюківщина і в особливо запеклій боротьбі зайнята станція Жуляни.
Типовими газетними вістками про результати цих жорстоких боїв були такі замітки:

Киевская добровольческая дружина с глубокой скорбью извещает о смерти доблестных своих сотрудников, погибших в бою с неприятелем. Полковников: Сухонина, Галятовского; подполковника Урбана; штабс-капитана Петриченко; поручиков: Дорохова, Константинова, Волицкого; ротмистра Свенткевича; прапорщиков: Винтер, Журавского, братьев Езерских, Павлушенко, Мазур, Торчевского, Нагорного; казака 1-го Сердюцкого полка Глушка; юнкера Якубенка и 16-ти других, которые с обезображением их трупов неприятилем опознать не удалось. Вынос тел со станции Киев-Товарный 27 сего месяца в 8 ч. утра. Заупокойная литургия и отпевание в 10 ч. утра во Владимирском Соборе, погребение на Лукьяновском кладбище. Отпевание будет совершено с участием артиста Московского государственного Большого театра Куржиемского с хором Владимирского Собора под управлением Гончарова.

На долю Сердюцької дивізії випав основний тягар цих боїв. Постійні поразки від досвідченіших січовиків, що мали неабиякий фронтовий досвід, звістка про перехід у стан Директорії Юрія Отмарштайна конечно заломили дух у дивізії. Національно свідомі з-поміж сердюків переходили до Січових Стрільців, а несвідомі дезертирували додому. Стрілецькі стежі часто вибивали багнетним ударом і майже без втрат цілі сердюцькі сотні й курені з їхніх позицій.
Директорія УНР вважала, що рішучий наступ на Київ примусить німецькі війська взяти участь в обороні міста. 29 листопада 1918, згідно з домовленістю між представниками штабу Директорії УНР і німецького командування про відтягнення республіканських військ з-під Києва, Січові Стрільці відступили на лінію Підгірці—Глеваха. На цих позиціях січовострілецькі частини перебували впродовж кількох наступних тижнів.
За цей час Сердюцька дивізія розклалася остаточно. Як згадує письменник Костянтин Георгійович Паустовський (який в ті дні був мобілізований до Сердюцької дивізії), аби компенсувати важкі втрати, до дивізії почали мобілізувати всіх охочих: «Більшість мобілізованих складали „моторні хлопці“. Так називали в місті хуліганів і злодіїв з лихих окраїн — Соломенки і Шулявки… Вони охоче йшли в гетьманську армію. Було зрозуміло, що вона доживає останні дні, — і „моторні хлопці“ краще всіх знали, що в скорій заварусі можна буде не повертати зброї, вільно грабувати і нагріти руки. Тому „моторні хлопці“ намагалися поки що не викликати підозр у начальства і, наскільки могли, зображали з себе прилежних гетьманських солдат».
В одному з сердюцьких полків, за свідченням сучасника подій Р. Б. Гуля через тяжкі втрати та постійні дезерції залишилося лише 80 сердюків.
Для дивізії все це стало фатальним. Сердюцькі полки до останнього брали участь у захисті Києва, але дивізія вже втрачала дисципліну. Дійшло до того, що одного часу деякі козаки відмовилися розуміти російську мову своїх старшин і далі вели все листування українською мовою. Вони старалися не стріляти в січовиків, почали уникати сутичок. Деякі сердюцькі відділи навіть домовилися з Січовиками, що стріляти один в одного не будуть.
14 грудня республіканське військо перейшло в атаку й через Борщагівку, Солом'янку та Куренівку ввійшло в місто. Гетьман Скоропадський зрікся влади, уряд передав повноваження Міській Думі та Міській Управі, генерал Долгоруков видав наказ про припинення опору й негайну демобілізацію.
Під час зайняття Києва частинами УНР 1-й, 2-й, 3-й Сердюцькі піхотні и артилерійський полки перебували в місті, а 4-й разом з командиром дивізії генералом Клименком — в Дарниці, на лівому березі Дніпра. Начальник артилерії Осадного корпусу Директорії і командир артилерійської бригади січовиків Роман Дашкевич згадував: «П'ять легких батерій СС, 1-ша гавбична батерія СС і тяжка 6-дюймова гармата в'їхали до Артилерійської Школи у Кадетській Рощі. На брамі школи стояли сердюцькі гармаші на варті. Їх ніхто не роззброював, а сот. Дашкевич наказав їм далі тримати варту. Сердюцькі гармаші виправдувалися, що вони нічого не винні, що старшини покинули їх. Ці виправдання були непотрібні, бо ніхто не хотів їм робити чогось лихого». Коли в 4-му Сердюцькому полку, що стояв в Дарниці, дізналися, що Київ в руках військ Директорії, він оголосив про перехід на сторону УНР і навіть роззброїв деякі офіцерські дружини.

## На службі Директорії УНР

### Переформатування і бої на початку 1919 року
Сердюцькі полки майже в цілому складі перейшли на службу новій українській владі. З залишків 1-го, 2-го и 3-го полків був укладений 3-й Січовий полк, а з 4-го — 4-й Січовий полк. Офіцерський склад цих полків також майже повністю складався з колишніх сердюцьких офіцерів. Командували полками також сердюки: 3-м — колишній помічник командира 3-го Сердюцького полку військовий старшина Сава Піщаленко, 4-м — спочатку полковник Лазарський, а потім — військовий старшина Архип Кмета. Найчастіше чисельність полків досягала 800—900 багнетів. Весною-літом 1919 р. полки воювали з РСЧА під Києвом, а восени — на Волині.
3-й полк Січових Стрільців був наче копією 1-го пішого полку. Цей полк був виразно наддніпрянського характеру. Найбільше схожим на добрий полк старої російської армії з усіма її прикметами і хибами був 4-й Січовий полк, що по упорядкуванню вийшов з Житомира і приєднався до Корпусу Січових Стрільців.
Сердюцький артилерійський полк поступив до січовиків в повному складі і став 3-м Січовим артилерійським. Причому з сердюків були повністю сформовані 7-ма, 8-ма, 9-та і кінно-гірна батареї. Після цих переформуваннь залишився навіть сверхкомплект офіцерів-сердюків, яких січовики направили в інші свої частини.
Проте, новий рік розпочався для армії УНР, та, Січових Стрільців зокрема, дуже невдало. Північна група військ УНР була розбита. Наприкінці січня 1919 року 3-й Січовий полк стояв в столиці, забезпечуючи порядок в місті. 4-й січовий полк разом із кінним Лубенським полком, спочатку входили до Ударної Групи, вели зі змінним успіхом бої під Гребінкою. Сердюцькі відділи у складі групи полковника Романа Самокишина невдало боронили Синельникове. 22 січня 1919 року почалася оборона станції Синельникове від наступу більшовицьких частин:

Бій тривав протягом дня, червоноармійці відбили не одну контратаку сердюків[…]. Дехто з бійців уже сумнівався в правильності тактики червоних командирів[…]Сердюки трималися міцно, маючи вигідніші бойові рубежі, заливали смертоносним огнем наступаючих, відбивали шалені атаки червоних. Але надвечір бій ущух, і червоні лишилися на своїх висхідних для атаки позиціях.

Однак потім більшовицьким частинам вдалося зайняти вигідніші позиції, і атакувати групу Самокишина зі всіх сторін одночасно:

На вокзалі почалася панічна евакуація петлюрівських штабних організацій і військового спорядження. Курені, які прикривали цей, з дозволу сказати, відступ, полягли трупом, і лише полк сердюків і дві сотні охочекомонників вирвалися з оточення і відійшли на станцію Іларіонове.

Пізніше, всі ці частини входили в групу Івана Рогульського (командир 1-го Січового полку), невдало боронили підступи Києва. Січовий корпус захопив дух апатії, він часто відступав перед появою незначних ворожих сил. Після залишення Києва 3—4 лютого війська відступили на річку Ірпінь, в район станції Буча, та в район Гореничі для оборони шляху з Києва в Житомир. Остання залога Києва виступила на лінію Крюківщина-Гатне.
Зайнявши Київ, більшовики продовжували наступ. У двох боях у районі Крюківщина — Боярка вночі з 12 на 13 лютого і 16 лютого більшовики розгромили 3-й піший полк Січових Стрільців, який втратив понад 500 стрільців вбитими, полоненими, пораненими. В цей же час зазнали великих втрат і інші частини січовиків.
26 лютого 1919 р. частини Січового корпусу були перекинені в тил, в район Проскурова і Старокостянтинова. На фронті залишалися лише 3-й і 4-й Січові полки, відповідно у складі груп отаманів Оскілка і Романа Сушка. 4-й полк боронив Коростень і Житомир, 3-й боровся під Коростенем, Олевськом і Мозирем. Ці полки потім також було відведено до району дислокації інших частин корпусу.

### Бойові дії навесні і влітку 1919 року і подальша доля сердюцьких з'єднань

Бої за Бердичів у березні 1919 р.

Закінчивши поповнення, дивізія, а з нею і колишні сердюцькі полки взяли активну участь у подальших бойових діях. На початку березня 1919 р. корпус отримав завдання захопити Бердичів. Для операції готувалися три полки січових стрільців, з-поміж яких був 3-й січово-стрілецький полк, три січові артилерійські полки і кінний дивізіон.
19 березня більшовики почали рух вздовж залізниці з Бердичева на Шепетівку, в той же день вони досягли берегів ріки Случ. 20 березня вони почали тіснити на цьому напрямку Окрему Запорізьку бригаду, яка почала панічно відступати. О 14-й годині того ж дня на ст. Романів прибув перший поїзд СС — 3-й курінь 3-ого січового полку, на чолі із полковником Піщаленко. Курінь розвантажився на ст. Гордіївка, де і обсадив обидва боки залізниці Бердичев-Шепетівка. Дальший бій із більшовиками курінь витримав до темноти. Стало відомо, що підхід основних частин Січового Корпусу запізнюється, і курінь відступив на позиції Колодяно-Новий Миропіль. Наступного дня туди прибули ще два курені 3-ого полку СС. 21 березня більшовики знову атакували позиції 3-ого полку, але були відкинуті сильним вогнем. Перейшовши в контрнаступ, 3-й полк при підтримці бронепотягів «Січовий» і «Гетьман Дорошенко» здобув станцію Печанівку. Надвечір 22 березня третій полк вийшов на лінію Волосове-Чуднів. 23 березня, полк, долаючи сильний опір більшовиків і їхнього бронепотягу «Гром» обсадив ст. Демчин. 24 березня корпус СС вийшов у наступ на Бердичів, однак наступ не вдався, 3-й полк втратив 100 стрільців і 20 старшин. Наступ було повторено 26 березня, і Бердичів було захоплено, але невдовзі під наступом більшовиків, його було залишено. 3-й полк мав ще більші втрати, він був відкинений до ст. Демчин. Наступ корпусу, що відбувся 29 березня також був невдалий. 1 квітня корпус відступив на ріку Хомору..
В цей самий час, 22 березня 1919 року 4 полк СС в боях здобуває Житомир.

Бої за Шепетівку у квітні-травні 1919 р.

Подальші бої були пов'язані із обороною ст. Шепетівка, яка провадилася надзвичайно успішно. 13 квітня 3-й січовий полк був заатакований двома більшовицькими полками. В ході бою більшовики були розбиті, маючи втрати в 200 вбитих, між ними і командир одного з полків. Командування корпусу СС вирішило перейти в наступ і вийти на лінію ріки Хомори. 18 квітня, 3-й полк у нічній атаці здобув ст. Трацлин і Хролин. Друга радянська бригада була розгромлена, а українці із Миргородського куреня 14-го радянського полку перейшли на сторону Січових Стрільців. Було взято сотню полонених, три гармати і кілька кулеметів. Полк зайняв Ничпали.
Подальші бої проходили вже з перемінним успіхом. На початку травня головні бої точилися за станцію Шепетівка, що як залізничний вузол мала стратегічне значення. На цей момент сюди був переведений і 4-й січовий полк, що до того брав участь у боях під Мозирем і Сарнами. Через більшовицьку перевагу, корпус СС, Шепетівки, зрештою, не втримав, і мусив відступати. Січові стрільці мали великі втрати, і до активних акцій могли бути готові лише після відпочинку.
Пізніше 3-й і 4-й січові полки знаходилися на лініях Хорол — Бродово — Черняхів і Острог — Розваж відповідно. До 15 травня Корпус СС ніякої активності не проявляв. Однак при скорому наступі більшовиків, виявилося, що крила корпусу відкриті, а тил був загрожений поляками. В результаті більшовицького наступу корпус був змушений відступати. Разом із іншими частинами армії УНР він відступив на лінію Шумськ-Мости-Мизоч, а вже наступного місяця полки брали активну участь у невдалому наступі на Проскурів і Старокостянтинів.
З 22 по 29 червня головні бої йшли за переправи на річці Случ. Щоб підтримати свою західну групу, що понесла значні втрати, та відтягнути від неї увагу українських військ, більшовики форсували Случ біля Красилова та зайняли останній. Кількаденні бої військ УНР за переправу біля Красилова не мали успіху. Проте на лівому крилі 7-ма дивізія з 1-м і 3-м полками Січових Стрільців 24 червня знов атакували більшовиків та розбили її. Більшовики у безладді відійшли до Базалії. Січовиками було захоплено багато трофеїв, серед яких — прапор 2-го Таращанського полку.

Хорунжий 1-ого Лубенського полку імені Максима Залізняка, 1920 рік.

Генерал-хорунжий Іван Омелянович-Павленко, перший командир Лубенського Сердюцького кінно-козачого полку.

10 липня Корпус СС був розгорнутий у дві дивізії. Внаслідок поповненнь та переміщеннь, сліди колишніх сердюцьких формуваннь загубилися остаточно. 3-й і 4-й Січові полки були одними з найкращих в усій українській армії 1919 р. Саме ці два полки описує в своїй повісті «Как закалялась сталь» Микола Островський. Своє існування обидва полки і артилерійські батареї закінчили на початку грудня 1919 р. Вони були розпущені разом із частинами Січових Стрільців по особливому рішенню офіцерської ради Січового корпусу.
В 1920 р. сердюки продовжували службу в українській армії. Лише офіцерів-сердюків в рядах армії залишалося близько 70 чоловік. Один із них, колишній військовий старшина 3-го Сердюцького полку Микола Янчевський навіть став генерал-хорунжим. Однак окремою частиною сердюки більше не відновлювалися.
Особливу історію мав Лубенський Сердюцький кінно-козачий полк. Після переходу кінного дивізіону на сторону УНР, новий командир полку полковник Генштабу Конраді, забрав полковий штандарт і перемістився до Добровольчої армії. Восени 1919 року більша частина полку також перейшла до білих, на сторону 3-го армійського корпусу генерала Я. О. Слащова. Цей полк продовжував службу спочатку у Слащова при відступі в Крим і на Перекопі, потім — у Врангеля, але уже в складі одного з сводних кінних полків. В армії УНР також залишилася кінна сотня Лубенського полку, яка потім була об'єднана з 2-м кінним полком імені Максима Залізняка. Був складений новий полк — 1-й Лубенський імені Максима Залізняка, який воював аж до конечної поразки військ УНР в 1920 році. Цей полк входив в склад Окремої кінної дивізії, якою командував колишній командир лубенців — генерал-хорунжий Іван Омелянович-Павленко (молодший).